# Área metropolitana de Utica-Rome
El Área Metropolitana de Utica-Rome y oficialmente como Área Estadística Metropolitana de Utica-Rome, NY MSA tal como lo define la Oficina de Administración y Presupuesto, es un Área Estadística Metropolitana centrada en las ciudades de Utica y Rome en el estado estadounidense de Nueva York. El área metropolitana tenía una población en el Censo de 2010 de 299.397 habitantes, convirtiéndola en la 157.º área metropolitana más poblada de los Estados Unidos. El área metropolitana de Utica-Rome comprende dos condados y la ciudad más poblada es Utica.

## Composición del área metropolitana

### Condados
- Condado de Oneida
- Condado de Herkimer

### Lugares de más de 30,000 habitantes
- Utica (Principal ciudad)
- Rome (Principal ciudad)

### Lugares entre 10,000 a 30,000 habitantes
- German Flatts (pueblo)
- Kirkland (pueblo)
- New Hartford (pueblo)
- Whitestown (pueblo)

### Lugares entre 5,000 a 10,000 habitantes
- Camden (pueblo)
- Frankfort (pueblo)
- Herkimer (pueblo)
- Herkimer (villa)
- Ilion (villa)
- Lee (pueblo)
- Little Falls (ciudad)
- Marcy (pueblo)
- Vernon (pueblo)
- Verona (pueblo)
- Vienna (pueblo)
- Westmoreland (pueblo)

### Lugares entre 1,000 a 5,000 habitantes
| - Annsville (pueblo) - Augusta (pueblo) - Boonville (pueblo) - Boonville (villa) - Bridgewater (pueblo) - Camden (villa) - Clark Mills (lugar designado por el censo) - Clinton (villa) - Columbia (pueblo) - Danube (pueblo) - Deerfield (pueblo) - Dolgeville (villa; parcial) - Fairfield (pueblo) - Florence (pueblo) - Floyd (pueblo) - Forestport (pueblo) - Frankfort (villa) - Litchfield (pueblo) - Little Falls (pueblo) - Manheim (pueblo) - Marshall (pueblo) - Mohawk (villa) | - New Hartford (villa) - New York Mills (villa) - Newport (pueblo) - Oriskany (villa) - Paris (pueblo) - Remsen (pueblo) - Russia (pueblo) - Salisbury (pueblo) - Sangerfield (pueblo) - Schuyler (pueblo) - Sherrill (ciudad) - Steuben (pueblo) - Sylvan Beach (villa) - Trenton (pueblo) - Vernon (villa) - Warren (pueblo) - Waterville (villa) - Webb (pueblo) - Western (pueblo) - Whitesboro (villa) - Winfield (pueblo) - Yorkville (villa) |

### Lugares con menos de 1,000 habitantes
- Ava (pueblo)
- Barneveld (villa)
- Bridgewater (villa)
- Clayville (villa)
- Cold Brook (villa)
- Holland Patent (villa)
- Middleville (villa)
- Newport (villa)
- Norway (pueblo)
- Ohio (pueblo)
- Oneida Castle (villa)
- Oriskany Falls (villa)
- Poland (villa)
- Prospect (villa)
- Remsen (villa)
- Stark (pueblo)
- West Winfield (villa)

### Aldeas
- Jordanville
- Old Forge
- Thendara